# Peter Saville
Peter Saville (Manchester, 9 ottobre 1955) è un grafico e direttore artistico britannico.
È noto principalmente per le sue copertine per i singoli e gli album pubblicati dall'etichetta discografica Factory Records, cofondata nel 1978 con Tony Wilson e Alan Erasmus.

## Biografia
Peter Saville è nato a Manchester, nel Lancashire, ed ha frequentato il St Ambrose College, per poi studiare arte grafica al Manchester Polytechnic dal 1975 al 1978.
Saville è entrato in contatto con la scena musicale grazie a Tony Wilson, giornalista e conduttore radiofonico, il quale, dopo una breve riunione, gli ha commissionato la realizzazione del primo poster della Factory (FAC 1), della quale sarebbe diventato uno dei membri fondatori, insieme ad altri amici di Wilson, Martin Hannett, Rob Gretton e Alan Erasmus.

## Stile
Uno dei suoi lavori più iconici è la copertina di Unknown Pleasures: l’album di debutto dei Joy Division, band post-punk britannica formatasi a metà degli anni ‘70. Il disco viene pubblicato nel 1979 sotto l’etichetta indipendente Factory Records, di cui Saville è cofondatore e direttore artistico. La sua posizione dunque, gli permette di lavorare con la stessa libertà creativa che gli artisti esercitano per la loro musica: slegati dai limiti di budget e di scadenze che vengono imposti ai creativi nella maggior parte degli studi musicali.
La copertina si presenta con delle linee bianche su fondo nero. Si tratta di un grafico comparato delle frequenze del segnale proveniente dalla prima pulsar mai scoperta, la stella di neutroni PSR B1919+21 (allora nota come "CP 1919"). L’album e la band riscuotono un successo immediato fino all’improvvisa scomparsa del leader, Ian Curtis, suicidatosi nel 1980. In seguito alla sua morte i restanti membri del gruppo fondano i New Order, una band con un nuovo stile musicale.
Nel seguente decennio il collettivo si distingue per la sua continua sperimentazione, allontanandosi progressivamente dal sound povero e viscerale dei Joy Division. 
L’album Technique, del 1989, riassume perfettamente i risultati di questa ricerca decennale ed è un esempio significativo delle contaminazioni musicali del gruppo. Anche in questo caso Saville si occupa della copertina. L’immagine, raffigurante la statua di un cherubino, è caratterizzata da un’insolita combinazione di tonalità: i colori infatti, risultano estremamente saturi e innaturali.
Dall’analisi dei lavori è possibile individuare delle caratteristiche progettuali ricorrenti ma, al tempo stesso, anche delle nette differenze comunicative. Esattamente come la musica per cui produce l’identità grafica assembla sonorità e influenze diverse, Saville procede per associazioni visive inusuali. Il processo creativo per la realizzazione di entrambe le copertine infatti, prevede la de-contestualizzazione di elementi, artistici e non, appartenenti ad ambiti e periodi storici differenti, per farli rivivere in uno scenario nuovo. I soggetti vengono traslati in universi a cui originariamente non appartengono, acquisendo significati nuovi ed ambigui, generando una grande forza evocativa.
Le differenze tra i lavori sono evidenti a partire dalla selezione dei soggetti. Per Unknown Pleasure il designer riceve dai Joy Division una raccolta di materiali selezionati, appartenenti alla Cambridge Encyclopedia of Astronomy, tra i quali il grafico di onde radio. L’interesse di Saville per la tecnologia e la traduzione illustrativa o fisica della musica è costante nella sua produzione in collaborazione con il gruppo. Il punto di svolta di tale passaggio creativo è rappresentato dal singolo più celebre dei New Order, Blue Monday, pubblicato nel 1983 dalla Factory Records. La copertina di Blue Monday , sempre ideata dal grafico di Manchester, è di enorme impatto nella promozione del singolo. La confezione del vinile si presenta come la copia di un floppy disc, strumento di registrazione per le tracce musicali. Saville nota l’oggetto nello studio di registrazione della band e resta rapito dalla sua bellezza. Enigmatica ed evocativa nella sua semplicità, l’immagine rappresenta un simbolo inequivocabile della produzione musicale del decennio lungo il quale i New Order esprimono la gran parte del loro potenziale. Per Techinque, invece, è Saville stesso che, passeggiando in un mercatino di antiquariato in Pimlico Road, si imbatte nella statua di un cherubino. Quest’ultima, fotografata dall’amico e collaboratore abituale Trevor Key, diventa il soggetto dell’artwork del disco. Il processo creativo è analogo a quello applicato per l’artwork dell’album Power, Corruption and Lies del 1983. In questo caso la copertina raffigura una natura morta del pittore francese Fantin Latour: un dipinto a olio risalente al 1890 che il grafico nota su una cartolina della National Gallery.
Sia in Unknown Pleasure che in Technique, per arrivare a definire un risultato soddisfacente, Saville agisce sulle immagini originali modificandone i colori, ottenendo però risultati estremamente diversi, quasi antitetici. Nel primo il bianco della pagina e il nero dell’illustrazione vengono invertiti. L’immagine finale dunque è un negativo, impaginato su un profondissimo sfondo nero. In Technique, invece, lavora sulla saturazione dei colori, rendendoli consapevolmente irreali e brillanti.
Per la copertina di Unknown Pleasure il designer traspone intuitivamente l’illustrazione, massimizzandone il potenziale: nella sua schietta semplicità diventa enigmatica, criptica e misteriosa. In questo senso, la scoperta dei lavori di tipografi moderni quali Herbert Bayer o Jan Tschichold, nel periodo dell’università, è fondamentale per Saville. L’estetica elegante e ordinata del Bauhaus gli risulta di gran lunga più intrigante e d’impatto dell’anarchia caotica offerta sino ad allora dalle grafiche punk. Il risultato quindi è più complesso di come potrebbe apparire al primo impatto, un’icona legata a diverse interpretazioni. Saville stesso afferma essere <<un’immagine sia tecnica che sensuale, tesa come la batteria di Stephen Morris ma anche fluida e che secondo alcuni potrebbe rappresentare il battito del cuore>>. 
Nel decennio seguente Saville vive anni di grande successo per i suoi lavori, che vengono richiesti da svariati artisti nel panorama musicale. Con il procedere del tempo, il grafico vira i suoi interessi verso la cultura anni ’50 e ’60, sperimentando anche la tecnica serigrafica. Technique si presenta con un’estetica completamente diversa da quella tipica dei suoi primissimi lavori: il designer associa la scultura, un ornamento da giardino, al contesto storico a lui contemporaneo: alla fine degli anni ’80 l’Europa vive ancora una fase di grande prosperità economica e le arti visive del tempo vertono verso il crescente edonismo reaganiano.
Al contrario dei lavori precedenti, in qualche modo utopici ed idealistici, Saville produce un artwork dal tono più ironico e tagliente. Lo stesso grafico evidenzia la grande influenza delle opere di Andy Warhol su questo lavoro. Una rappresentazione della società materialista e libertina di quegli anni, fatti di colori fluorescenti ed eccessivi.
Infine, un’ulteriore caratteristica che accomuna i due artworks è l’assenza di testo. Saville, in accordo con i membri della band, si allontana dalla consuetudine, eliminando dalle copertine qualsiasi riferimento alla band, al nome dell’album o all’etichetta discografica. Questi esempi evidenziano la straordinaria capacità di Peter Saville di adattare la sua arte visuale alle atmosfere dei dischi sui quali lavora. Esse risultano coordinate ed allineate alla perfezione: rappresenta graficamente l’immaginario cupo e desolato tipico dei Joy Division e, simultaneamente, anche quello più stravagante ed esaltante dei New Order.
Ogni artwork analizzato dunque, conserva una particolare forza sinestesica. L’ascolto del disco o del brano e la conoscenza dell’identità grafica che lo confeziona si condizionano a vicenda nell’esperienza di chi usufruisce del prodotto. Le sottili onde elettromagnetiche nella cover di Unknown Pleasures vengono spontaneamente associate dall’ascoltatore alla ritmica ruvida del batterista o la voce cupa e profonda di Ian Curtis. Allo stesso modo il floppy disc di Blue Monday, il cesto fiorito di Power Corrouption and Lies e il cherubino di Technique, nel loro impiego, vestono a dovere le sonorità dei New Order.

## Copertine selezionate
- Joy Division — Unknown Pleasures, 1979
- Joy Division — Transmission, 1979
- Joy Division — Love Will Tear Us Apart, 1980
- Joy Division — Closer, 1980
- Martha and the Muffins — Metro Music, 1980
- The Monochrome Set - Strange Boutique, 1980
- Roxy Music — Flesh and Blood, 1980
- David Byrne and Brian Eno - My Life in the Bush of Ghosts, 1981
- Joy Division — Still, 1981
- New Order — Ceremony, 1981
- New Order — Movement, 1981
- Orchestral Manoeuvres in the Dark — Architecture & Morality, 1981
- Section 25 — Always Now, 1981
- Ultravox — Rage in Eden, 1981
- King Crimson — Discipline, 1981
- New Order — Temptation, 1982
- New Order — Blue Monday, 1983
- New Order — Power, Corruption and Lies, 1983
- Orchestral Manoeuvres in the Dark — Dazzle Ships, 1983
- Orchestral Manoeuvres in the Dark — Junk Culture, 1984
- New Order — Low-Life, 1985
- Peter Gabriel — So, 1986
- Wham! — Music from the Edge of Heaven, 1986
- New Order — Brotherhood, 1986
- New Order — Bizarre Love Triangle, 1986
- New Order — True Faith, 1987
- New Order — Substance, 1987
- Joy Division — Substance, 1988
- New Order — Technique, 1989
- New Order — Republic, 1993
- Suede — Coming Up, 1996
- New Order — Video 5 8 6, 1997
- Pulp — This Is Hardcore, 1998
- Gay Dad — Leisure Noise, 1999
- The Other Two — Super Highways, 1999
- Pulp — We Love Life, 2001
- New Order — Get Ready, 2001
- New Order — Waiting for the Sirens' Call, 2005
- Orchestral Manoeuvres in the Dark — History of Modern, 2010
- New Order — Music Complete, 2015